# 269567 Bakhtinov
269567 Bakhtinov este un asteroid din centura principală de asteroizi.

## Descriere
269567 Bakhtinov este un asteroid din centura principală de asteroizi. A fost descoperit pe 24 noiembrie 2009 la Tzec Maun de Vitalij Nevskij. Asteroidul prezintă o orbită caracterizată de o semiaxă mare de 2,63 ua, o excentricitate de 0,20 și o înclinație de 11,3° în raport cu ecliptica.